# Papaipema arctivorens
Papaipema arctivorens är en fjärilsart som beskrevs av George Francis Hampson 1910. Papaipema arctivorens ingår i släktet Papaipema och familjen nattflyn. Inga underarter finns listade i Catalogue of Life.